# 23096 Міхіка
23096 Міхіка (23096 Mihika) — астероїд головного поясу, відкритий 8 грудня 1999 року.
Тіссеранів параметр щодо Юпітера — 3,612.